# فریدریش ویلهلم (کنت براندنبورگ)
فریدریش ویلهلم (آلمانی: Friedrich Wilhelm Graf von Brandenburg; ۲۴ ژانویهٔ ۱۷۹۲ – ۶ نوامبر ۱۸۵۰) فرزند فریدریش ویلهلم دوم پادشاه پروس و سوفی فون دونهوف بود.
وی از ارتشیان پروس بود که در نبردهای بسیاری شرکت کرد و ژنرال سواره‌نظام شد.در نوامبر ۱۸۴۸ پادشاه او را برای گرفتن پست نخست‌وزیری پروس به برلین فراخواند.
در سال ۱۸۵۰ برای ملاقات با نیکلای یکم تزار روسیه به ورشو سفر کرد.اما اندکی پس از بازگشت از سفر بیمار شد و درگذشت.